# 2014年のアメリカ合衆国
2014年のアメリカ合衆国 （2014ねんのアメリカがっしゅうこく）では、2014年のアメリカ合衆国に関する出来事について記述する。

## 国家元首等
- 大統領
  - 第44代: バラク・オバマ （民主党、2009年1月20日 - 2017年1月20日)
- 副大統領
  - 第47代: ジョー・バイデン （民主党、2009年1月20日 - 2017年1月20日)
- 最高裁判所長官
  - 第17代: ジョン・ロバーツ （2005年9月29日 - ）
- 下院議長
  - 第61代: ジョン・ベイナー （共和党、2011年1月5日 – 2015年10月29日）
- 上院多数党院内総務
  - 第21代: ハリー・リード （民主党、2007年1月3日 – 2015年1月3日）

## できごと

### 1月
- 1月16日 - カリフォルニア州ビバリーヒルズのサミュエル・ゴールドウィン・シアターで第86回アカデミー賞のノミネーションが発表された[1]。

### 2月
- 2月3日 - ジャネット・イエレンが第15代連邦準備制度理事会議長に就任した。この役職を女性が務めるのは初めてとなる[2]。

### 3月
- 3月2日 - 第86回アカデミー賞授賞式が開催された。
- 3月18日 - ロシアによるクリミアの併合を受けて、米国は編入を非難し、ロシアに対して追加制裁を科す方針を明らかにした[3]。

### 4月
- 4月2日 - テキサス州キリーンのフォート・フッドアメリカ陸軍基地で、兵士が拳銃を乱射して3人を射殺、16人を負傷させた事件が発生した[4]。

## 死去
- 1月1日 – ファニタ・ムーア、女優（* 1914年）
- 1月3日
  - アリシア・レット、女優（* 1915年）
  - ソウル・ゼインツ、映画プロデューサー（* 1921年）
  - フィリップ・エヴァリー、カントリー・ミュージックシンガー、エヴァリー・ブラザーズの弟（* 1939年）
- 1月5日 – ジェリー・コールマン、野球選手、サンディエゴ・パドレス専属キャスター・監督（* 1924年）
- 1月8日 – マドリン・ギンズ、美術家、詩人（* 1941年）
- 1月9日 – デール・モーテンセン、経済学者（* 1939年）
- 1月14日 – メイ・ヤング、女子プロレスラー（* 1923年）
- 1月15日 – ジョン・ロウリー・ドブソン、アマチュア天文家、ドブソニアン望遠鏡の考案者（* 1915年）
- 1月16日 – ラッセル・ジョンソン、俳優（* 1924年）
- 1月25日 – ジョン・ホイジンガ、原子核物理学者（* 1921年）
- 1月26日 – トム・ゴーラ、元バスケットボール選手（* 1933年）
- 1月27日 – ピート・シーガー、フォーク歌手（* 1919年）
- 1月30日 – アーサー・ランキン・Jr、アニメーション作家（* 1924年）
- 2月2日 – フィリップ・シーモア・ホフマン、俳優（* 1967年）
- 2月3日 – ジョーン・モンデール、セカンドレディ（* 1930年）
- 2月5日
  - ロバート・ダール、政治学者、イェール大学名誉教授（* 1915年）
  - リチャード・ヘイマン、作曲家、編曲家、ハーモニカ奏者、指揮者、音楽ディレクター（* 1920年）
- 2月6日 – ラルフ・カイナー、元メジャーリーグベースボール選手（* 1922年）
- 2月10日 – シャーリー・テンプル、ハリウッド女優（* 1928年）
- 2月12日 – シド・シーザー、俳優（* 1922年）
- 2月16日 – ジミー・テルアキ・ムラカミ、アニメーター（* 1933年）
- 2月17日 – ボブ・キャセール、ギタリスト、ディーヴォのメンバー（* 1952年）
- 2月18日 – ネルソン・フレイジャー・ジュニア、プロレスラー（* 1971年）
- 2月19日 – デリア俊子、市民ランナー（* 1930年）
- 2月24日 – ハロルド・ライミス、俳優、映画監督（* 1944年）
- 3月3日 – ロバート・アシュリー、作曲家（* 1930年）
- 3月5日 – スコット・カルヴァート、映画監督（* 1964年）
- 3月6日 – フランク・ジョーブ、整形外科医（* 1925年）
- 3月8日 – ラリー・スコット、ボディビルダー（* 1938年）
- 3月9日 – ウィリアム・クレイ・フォード、実業家、元フォード・モーター副会長（* 1925年）
- 3月15日 – スコット・アシュトン、ドラマー、ザ・ストゥージズのメンバー（* 1951年）
- 3月16日
  - ミッチ・リー、作曲家（* 1928年）
  - ゲイリー・ベッテンハウゼン、レーシングドライバー（* 1941年）
- 3月17日 – ローレン・スコット、ファッションデザイナー（* 1964年）
- 3月18日 – ルーシャス・シェパード、小説家（* 1947年）
- 3月19日
  - ロバート・シュワーズ・ストラウス、外交官、元民主党全国委員長、元在ロシアアメリカ合衆国大使（* 1918年）
  - サム・レイシー、バスケットボール選手（* 1947年）
- 3月21日
  - ジャック・フレック、プロゴルファー（* 1921年）
  - ジェームズ・レブホーン、俳優（* 1948年）
- 3月22日 – パトリス・ワイモア、女優（* 1926年）
- 3月23日 – オーデラス・ウランガス、ミュージシャン、グワァーのボーカル（* 1963年）
- 3月27日 – ジェームズ・R・シュレシンジャー、政治家（* 1929年）
- 3月29日
  - ホバート・アルター、サーフボード開発者（* 1933年）
  - デイン・ウィザースプーン、俳優（* 1957年）
- 4月4日 – ウェイン・ヘンダーソン、トロンボーン奏者、ザ・クルセイダーズのメンバー（* 1939年）
- 4月5日 – ピーター・マシーセン、小説家（* 1927年）
- 4月6日 – ミッキー・ルーニー、俳優（* 1920年）
- 4月8日 – アルティメット・ウォリアー、プロレスラー（* 1959年）
- 4月11日 – ルー・ハドソン、バスケットボール選手（* 1944年）
- 4月19日 – ケビン・シャープ、カントリー歌手（* 1970年）
- 4月20日 – ルービン・カーター、プロボクサー（* 1937年）
- 4月23日 – コンラッド・マレーロ、野球選手（* 1911年）
- 4月28日 – ジャック・ラムジー、バスケットボール監督（* 1925年）
- 4月29日 – ウォルター・ウォルシュ、FBI捜査官、1948年ロンドンオリンピック射撃選手（* 1907年）
- 5月2日 – エフレム・ジンバリスト・ジュニア、俳優（* 1918年）
- 5月3日 – ゲーリー・ベッカー、経済学者（* 1930年）
- 5月6日 – ジミー・エリス、元プロボクサー（* 1940年）
- 5月7日 – トニー・ジェナロ、俳優（* 1942年）
- 5月8日 – ロジャー・イーストン、科学者、発明家（* 1921年）
- 5月9日 – メル・パットン、陸上競技選手（*1924年）
- 5月18日 – ゴードン・ウィリス、映画カメラマン、撮影監督（* 1931年）
- 5月22日
  - ドナルド・レビン、G.I.ジョー開発者（* 1928年）
  - マシュー・カウルズ、俳優（* 1944年）
- 5月23日 – マイケル・ゴットリーブ、映画監督、ゲームプロデューサー（* 1945年）
- 5月28日
  - マルコム・グレーザー、実業家、スポーツチームオーナー（* 1928年）
  - マヤ・アンジェロウ、詩人、作家（* 1928年）
- 5月31日 – マーサ・ハイヤー、女優（* 1924年）
- 6月1日
  - ユリ・コウチヤマ、公民権運動家、社会活動家（* 1921年）
  - アン・デイビス、女優（* 1926年）
- 6月2日 – アレクサンダー・シュルギン、薬理学者、化学者（* 1925年）
- 6月4日 – ドン・ジマー、プロ野球選手、野球監督（* 1931年）
- 6月8日 – アレクサンダー・イミック、存命男性のうち世界最高齢であったスーパーセンテナリアン
- 6月9日 – ボブ・ウェルチ、MLB選手（* 1957年）
- 6月11日 – ルビー・ディー、女優（* 1924年）
- 6月12日 – ジミー・スコット、ジャズ歌手（* 1925年）
- 6月15日
  - ダニエル・キイス、作家（* 1927年）
  - ケイシー・ケイサム、ラジオDJ（* 1932年）
- 6月16日 – トニー・グウィン、メジャーリーグベースボールの選手（* 1960年）
- 6月17日 – スタンリー・マーシュ、芸術家（* 1937年）
- 6月18日
  - ステファニー・クオレク、化学者（* 1923年）
  - ホレス・シルヴァー、ジャズピアニスト（* 1928年）
- 6月19日 – ジェリー・ゴフィン、作詞家（* 1939年）
- 6月24日 – イーライ・ウォラック、俳優（* 1915年）
- 6月26日 – ハワード・H・ベーカー・ジュニア、政治家、元駐日アメリカ合衆国大使（* 1925年）
- 6月27日 – ボビー・ウーマック、シンガーソングライター（* 1944年）
- 6月28日 – メシャック・テイラー、俳優（* 1947年）
- 6月29日
  - ドン・マシスン、俳優（* 1929年）
  - ポール・ホーン、ジャズ・フルート奏者（* 1930年）
- 6月30日
  - ボブ・ヘイスティングス、俳優（* 1925年）
  - ポール・マザースキー、映画監督、脚本家、俳優（* 1930年）
- 7月1日 – ウォルター・ディーン・マイヤーズ、小説家（* 1937年）
- 7月2日
  - エリー・ボール、プロゴルファー（* 1910年）
  - ルイス・ザンペリーニ、陸上競技選手（* 1917年）
- 7月4日 – リチャード・メロン・スカイフ、実業家（* 1932年）
- 7月5日
  - ローズマリー・マーフィ、女優（* 1925年）
  - ノエル・ブラック、映画監督（* 1937年）
- 7月7日 – ディッキー・ジョーンズ、俳優、声優（* 1927年）
- 7月11日
  - チャーリー・ヘイデン、ベーシスト（* 1937年）
  - トミー・ラモーン、ドラマー、ラモーンズの元メンバー（* 1952年）
- 7月13日 – ロリン・マゼール、指揮者、ヴァイオリニスト、作曲家（* 1930年）
- 7月14日 – アリス・コーチマン、陸上競技選手（* 1923年）
- 7月16日 – ジョニー・ウィンター、ギタリスト、シンガー（* 1944年）
- 7月17日 – ヘンリー・ハーツフィールド、宇宙飛行士（* 1933年）
- 7月18日 – ニック・シェイラ、実業家、元ジャガー会長/CEO（* 1944年）
- 7月19日
  - ライオネル・ファーボス、ジャズトランペット奏者（* 1911年）
  - ジェームズ・ガーナー、俳優（* 1928年）
  - スカイ・マッコール・バートシアク、女優（* 1992年）
- 7月28日
  - セオドア・ヴァン・カーク、元軍人、広島に原子爆弾を投下したB-29エノラ・ゲイの乗組員（* 1921年）
  - ジェームズ・シゲタ、歌手、俳優（* 1933年）
- 7月30日 – ディック・スミス、メイクアップアーティスト（* 1922年）
- 8月4日 – ジェイムズ・ブレイディ、官僚、ロナルド・レーガン政権時のホワイトハウス報道官
- 8月11日 – ロビン・ウィリアムズ、俳優（* 1951年）
- 8月12日 – ローレン・バコール、女優（* 1924年）
- 8月28日 – アンドルー・ケイ、実業家、発明家、ケイプロ創業者（* 1919年）
- 9月4日 – ジョーン・リバーズ、コメディアン（* 1933年）
- 9月5日 – シモーヌ・バトル、女優、歌手（* 1989年）
- 9月8日
  - ジェラルド・ウィルソン、ジャズトランペット奏者（* 1918年）
  - ショーン・オヘア、プロレスラー、格闘家（* 1971年）
- 9月10日 – リチャード・キール、俳優（* 1939年）
- 9月11日 – コズィモ・マタッサ、レコーディングエンジニア（* 1926年）
- 9月12日 – ジョー・サンプル、ピアニスト（* 1939年）
- 9月13日 – フランク・トーリ、元野球選手（* 1931年）
- 9月20日 – ポリー・バーゲン、女優（* 1930年）
- 9月22日 – ジェイソン・ラベドー、バスケットボール指導者（* 1965年）
- 9月23日 – ドン・マノキャン、プロレスラー（* 1934年）
- 9月30日 – マーチン・パール、物理学者、ノーベル物理学賞受賞者（* 1927年）
- 10月6日 – マリアン・セルデス、女優（* 1928年）
- 10月9日 – ジャン・フックス、女優、声優、コメディアン（* 1957年）
- 10月14日 – エリザベス・ペーニャ、女優（* 1961年）
- 10月16日 – ティム・ハウザー、歌手、マンハッタン・トランスファーのリーダー（* 1941年）
- 10月20日
  - オスカー・デ・ラ・レンタ、デザイナー（* 1931年）
  - オックス・ベーカー、プロレスラー（* 1934年）
- 10月21日 – ベン・ブラッドリー、新聞記者、ワシントン・ポスト編集主幹（* 1921年）
- 10月25日 – マーシャ・ストラスマン、女優（* 1948年）
- 10月28日 – ゴールウェイ・キネル、詩人（* 1927年）
- 10月30日 – ボブ・ガイゲル、プロレスラー（* 1924年）
- 11月1日 – トム・スネドン、検察官（* 1941年）
- 11月5日 – マニタス・デ・プラタ、フラメンコ・ギタリスト（* 1921年）
- 11月11日 – ビッグ・バンク・ハンク、ラッパー、シュガーヒル・ギャングのメンバー（* 1957年）
- 11月13日 – アルヴィン・ダーク、野球選手、監督（* 1922年）
- 11月14日 – グレン・A・ラーソン、テレビプロデューサー、脚本家（* 1937年）
- 11月17日 – レイ・サデッキー、野球選手（* 1940年）
- 11月19日 – マイク・ニコルズ、映画監督、舞台演出家（* 1931年）
- 11月23日 – ドロシー・バンディ、テニス選手（* 1916年）
- 11月29日 – マーク・ストランド、詩人（* 1934年）
- 12月2日 – ボビー・キーズ、ミュージシャン（* 1943年）
- 12月6日 – ラルフ・ベア、発明家（* 1922年）
- 12月9日 – ロバート・キノシタ、美術家、アートディレクター、舞台美術家（* 1914年）
- 12月12日 – ビリー・ミリガン、解離性同一性障害の人物（* 1955年）
- 12月16日 – アーニー・テレル、ボクサー（* 1939年）
- 12月22日 – クリスティーン・カヴァナー、女優（* 1963年）
- 12月24日 – バディ・デフランコ、ジャズクラリネット奏者（* 1923年）
- 12月31日 – エドワード・ハーマン、俳優（* 1943年）